# 富国生命ビル
富国生命ビル（ふこくせいめいビル）は、東京都千代田区内幸町にある超高層建築物。富国生命保険の本社ビルである。

## 概要
同地にあった富国館の改築として1977年（昭和52年）4月より着手され、1980年（昭和55年）1月開業した。内幸町・日比谷地区初の超高層ビルであり、格調高く将来的に見劣りしないビルを目指して、単位面積当たり当時の一般的なオフィスビルの1.5倍の建設費が投じられた。天井高2.6メートル、柱のないオフィスフロアを確保している。入居した企業が事業に成功した事例が話題を呼び、出世ビルと縁起を担がれることがある。日本国外の企業が多くオフィスを構えているのも特徴の1つである。
ビルの周囲は公開空地で、緑道や広場、陶芸家中村錦平による陶器製の滝や、桑原巨守、佐藤健次郎の彫刻が置かれている。日比谷公園側エントランスホールにはジャコモ・マンズー、エミール・アントワーヌ・ブールデルの彫刻、ギュスターヴ・クールベの絵画などがあり、2か月に1度サロンコンサートが開催されている。
都営地下鉄三田線内幸町駅及び地下街日比谷シティを通じて、日比谷国際ビルヂング、日本プレスセンタービルとつながっている。
なお、大阪富国生命ビルも現在の建物に建て替えられるまでは東京と同じく「富国生命ビル」という名称だった（ただし、竣工は大阪の旧富国生命ビルの方が早かった）。

## 主な入居企業
- 富国生命保険本社
- 京阪ホールディングス東京事務所[3]
- 財務会計基準機構(FASF)[4]
- 世界銀行東京事務所[5]
- 国際通貨基金(IMF)アジア太平洋地域事務所[6]
- リース事業協会
- 海洋研究開発機構(JAMSTEC)東京事務所[7]
- 日本原子力研究開発機構東京事務所[8]
- トヨタファイナンシャルサービス東京オフィス[9]
- 日本コンセプト